# 세계 사형폐지의 날

세계 사형폐지의 날은 NGO들과 지방정부들의 연대체인 세계사형반대연합(World Coalition Against Death Penalty)에 의하여  2003년에 제정되어 매년 10월 10일에 이를 기념한다.

## 같이 보기
- 사형